# 2度視場星系紅移巡天

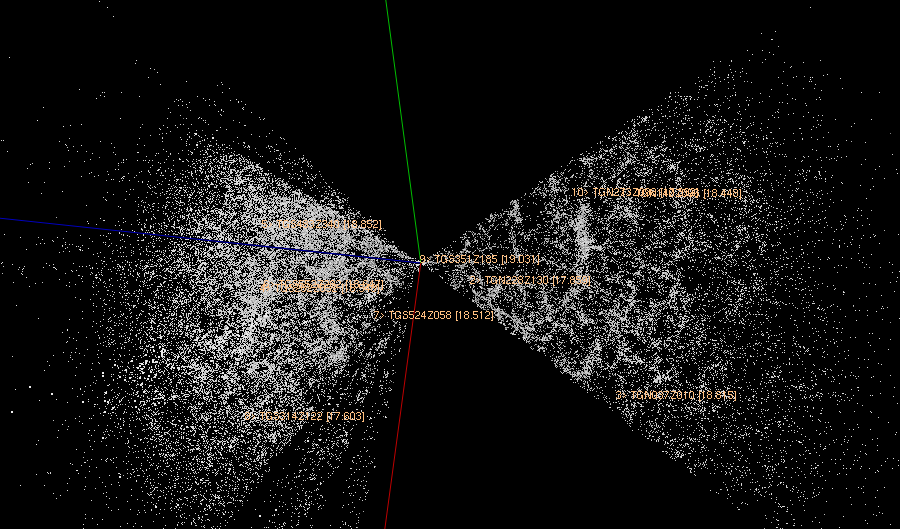
2度視場星系紅移巡天最精華的資料。

2度視場星系紅移巡天（英文：Two-degree-Field Galaxy Redshift Survey，縮寫為2dF或2dFGRS），是1997年至2002年4月11日之間使用英澳天文台的3.9公尺英澳望遠鏡進行的紅移巡天觀測。史蒂夫馬・杜克斯和約翰·皮科克是這個計劃的主持人，巡天測量的數據在2003年6月30日出版。在勘測的這一局部宇宙的部分，確定了大規模的結構。截至2007年1月，它是僅次於2000年開始的史隆數位巡天之下，規模第二大的巡天觀測。

## 敘述
2度視場星系紅移巡天計畫的名稱來源是因為所使用的儀器每次測量的面積大約是2平方度，針對南天和北天的銀極，總共測量了1,500平方度 。
觀測區域的選擇則是依據先前的1990年代的APM 星系巡天的結果（史蒂夫馬・杜克斯和約翰·皮科克也參與此工作），在赤經上涵蓋了75度寬的兩個扇狀區，在緯度上的涵蓋是銀北極7.5度的範圍，銀南極15度的範圍，在銀南極還測量了數百個獨立的2平方度區域。（參見 這張圖中，那些黑色的小圈代表勘測的區域，紅色的柵格是早先APM星系巡天調查的區域）。
總計，在五年之中，使用了272個觀測的夜晚。在光度學上測量了382,323個目標，在244,591個天體的光譜中有232,155個是星系（221,414有良好的品質），12,311個是恆星，還有125個類星體 。
這次勘查使用的是口徑3.9公尺的英澳望遠鏡，在主焦點上佩掛視野2dF的儀器後，每次指向目標時可以觀察2平方度的區域。這個儀器的頻譜儀擁有兩個各有200條光纖的遮罩，可以同時測量400個光譜。測量的極限星等是19.5等，涵蓋的紅移值主要在 z < 0.3，中間值為紅移0.11；換算成體積大約涵蓋在108 h−1 Mpc3，此處的h 相當於哈伯常數的百分之一，而哈伯常數的值為70 km/s/Mpc。這次勘查得到的最大紅移值相當於600 h−1 Mpc的距離。

## 巡天結果
2度視場星系紅移巡天所得與宇宙論相關的主要結果如下：
- 測量非相對論性的密度參數（重子物質、暗物質和大量的微中子）
- 偵測重子在聲學上的振盪，以得出重子物質與暗物質之間的密度關係
- 得出微中子對暗物質比例貢獻的上限，三種微中子的質量總計極限為1.8電子伏特

這些結果與其他觀測所獲的結論一致，例如WMAP（其觀察證據支持標準宇宙模型）。
透過2度視場星系紅移巡天，我們得以一窺可觀測宇宙的獨特面貌。以觀測結果建立出的三維空間測量圖顯示出，鄰近宇宙裡令人印象深刻的宇宙結構。由一些超星系團構成的巨大結構，像是史隆長城，是目前所知在宇宙中最巨大的結構。

## 註解
1. ↑  .   [2008-01-14]. （原始内容存档于2007-03-04）.
2. 1 2  .   [2008-01-14]. （原始内容存档于2007-03-04）.
3. ↑  .   [2008-01-14]. （原始内容存档于2007-03-04）.

## 外部連結
- Official site of the 2dF Galaxy Redshift Survey
- The 2dF Galaxy Redshift Survey: spectra and redshifts − 2001 Royal Astronomical Society paper describing the survey